# Nitruro di sodio
Il nitruro di sodio è il composto inorganico di formula Na3N. È un composto solido estremamente labile, preparato e caratterizzato con certezza solo nel 2002. Si può preparare sotto vuoto usando fasci atomici di sodio e azoto depositati su un substrato di zaffiro alla temperatura dell'azoto liquido (−196 °C). Per riscaldamento si decompone a 87 °C negli elementi costituenti: 
2Na3N → 6Na + N2
Il nitruro di sodio è fortemente igroscopico e in presenza anche di tracce di acqua reagisce formando idrossido di sodio:
Na3N + 3H2O → 3NaOH + NH3
Il nitruro di sodio è classificato come nitruro salino, contenente formalmente lo ione nitruro N3−. Tra i metalli alcalini è ben noto e stabile solo il nitruro di litio, Li3N. 